# Wolfram Jäger (Politiker)
Wolfram Jäger (* 21. Dezember 1949 in Karlsruhe) ist ein deutscher Kommunalpolitiker (CDU).

## Leben
Jäger wuchs im Karlsruher Stadtteil Durlach auf und legte 1968 am dortigen Markgrafen-Gymnasium das Abitur ab. Anschließend studierte er Rechtswissenschaft an der Albert-Ludwigs-Universität Freiburg. 1977 trat in den Justizdienst des Landes Baden-Württemberg ein. Von 1986 bis 2008 war er Richter am Amtsgericht Rastatt, 17 Jahre davon als Vorsitzender des Jugendschöffengerichts.
Jäger ist Mitglied der CDU. Zunächst war er Mitglied des Ortschaftsrats von Durlach. Von 1984 bis 2008 war er Mitglied des Gemeinderats von Karlsruhe, von 2004 bis 2008 als Vorsitzender der dortigen CDU-Fraktion.
2008 wurde Jäger vom Gemeinderat zum Bürgermeister von Karlsruhe gewählt. 2014 wurde er als Nachfolger von Margret Mergen zum Ersten Bürgermeister und Stellvertreter des Oberbürgermeisters von Karlsruhe gewählt. Er amtierte bis zu seinem Eintritt in den Ruhestand zum Jahresende 2017; ihm folgte Gabriele Luczak-Schwarz nach. 2017 erhielt er die Ehrenmedaille der Stadt Karlsruhe.